# الکساندر اولیرو
الکساندر اولیرو (انگلیسی: Alexandre Olliero؛ زادهٔ ۱۵ فوریهٔ ۱۹۹۶) بازیکن فوتبال اهل فرانسه است.
از باشگاه‌هایی که در آن بازی کرده‌است می‌توان به باشگاه فوتبال نانت اشاره کرد.